# ET42
ET42 — грузовой электровоз постоянного тока, строившийся с в Советском Союзе Новочеркасским электровозостроительным заводом специально для экспорта в Польскую народную республику на Польские государственные железные дороги (PKP).

## История
Всего, с 1978 по 1982 гг, НЭВЗ построил 50 таких двухсекционных электровозов. Все они использовались начально для вождения тяжёлых поездов с углём (весом 3600 тонн и выше) на Угольной магистрали. В Польше локомотивы получили прозвища «Rusek» и «Czapajew».

## Конструкция
Конструкция основана на советских серийных электровозах ВЛ10 и ВЛ11.
Технические требования разрабатывались совместно специалистами ВЭЛНИИ, НЭВЗа и польских железных дорог. Учтена необходимость использования польской системы безопасности, средств сигнализации, напряжения 110 В для цепей управления.
Кузов ЕТ42 установлен на двухосных тележках с упругим люлечным подвешиванием. Каждая секция имеет кабину управления, машинные и аппаратные отделения, односторонний продольный проход. Оборудование скомпоновано в блоки с законченным монтажом. Для этого были использованы новые для отечественного электровозостроения провода с резиновой и пластмассовой изоляцией. Установлено тормозное оборудование Oerlikon.